# Белоглазов, Анатолий Алексеевич
Анато́лий Алексе́евич Белогла́зов (род. 16 сентября 1956, Калининград) — советский борец вольного стиля, олимпийский чемпион, трёхкратный чемпион мира. В настоящее время[когда?] — старший тренер по вольной борьбе региональной общественной организации «Клуб спортивной борьбы ЦСКА». Старший тренер молодёжной сборной команды России.

## Биография
Родился 16 сентября 1956 года в Калининграде, в рабочей семье. Отец — Старокулов Алексей Яковлевич. Мать — Белоглазова Антонина Алексеевна. Брат-близнец — Сергей Белоглазов, двукратный олимпийский чемпион и 6-кратный чемпион мира по вольной борьбе.
Борьбой стал заниматься вместе с братом с 14 лет, при этом они весили по 27 кг. Первый тренер Гранит Иванович Торопин. Результаты пришли очень быстро. Но была проблема — братья выступали в одной весовой категории. Тренер принял решение развести братьев по разным весовым категориям и «потяжелевший» Сергей стал выступать в категории до 52 килограмм. Позднее Сергей Белоглазов выступал в весовых категориях до 57 и до 62 килограммов.
В 1977 году братья с Г. И. Торопиным переехали в Киев и стали выступать с 1979 года за «Динамо» (Киев). После отъезда Торопина на работу в Индию тренировал брата Сергея.
Выпускник Краснодарского государственного педагогического института 1977 года, преподаватель.
В 1984—1990 годах был тренером сборной команды России. Тренировал брата Сергея, был ответственным за подготовку борцов клуба «Динамо». В 1990—1996 годах работал старшим тренером олимпийской сборной Канады, а затем до 1998 года был старшим тренером олимпийской сборной Австралии.

## Достижения
- Чемпион Олимпийских игр 1980 в легчайшем весе
- Чемпион мира 1977, 1978, 1982
- Бронзовый призёр чемпионата мира 1983
- Победитель командных соревнований на Кубок мира 1979, 1981, 1983, 1988
- Победитель Универсиады 1981
- Чемпион Европы 1976
- Чемпион СССР 1977, 1979, 1980, 1982
- Победитель Спартакиады народов СССР 1979

## Награды и звания
- Медаль ордена «За заслуги перед Отечеством» I степени (15 января 2010) — за успешную подготовку спортсменов, добившихся высоких спортивных достижений на Играх XXIX Олимпиады в Пекине[3]
- Заслуженный мастер спорта СССР (1977);
- Заслуженный тренер СССР;
- Заслуженный тренер России.

## Видео
Анатолий и Сергей Белоглазовы на Олимпийских играх 1980 года